# Осиково (Смолянская область)
Осиково (болг. Осиково) — населённый пункт в Болгарии. Находится в Смолянской области, входит в общину Девин. Население составляет 347 человек.

## Политическая ситуация
В местном кметстве Осиково, в состав которого входит Осиково, должность кмета (старосты) исполняет Велин Крушков Палигоров (независимый) по результатам выборов правления кметства.
Кмет (мэр) общины Девин — Здравко Василев Василев Движение за права и свободы (ДПС)) по результатам выборов в правление общины.